# NGC 5548
NGC 5548 (również PGC 51074 lub UGC 9149) – galaktyka spiralna (S0-a), znajdująca się w gwiazdozbiorze Wolarza. Odkrył ją William Herschel 19 maja 1784 roku. Należy do galaktyk Seyferta typu 1.
W galaktyce tej odnotowano jedną niepotwierdzoną supernową – SN 1984Z.